# 韩德明
韩德明（1986年7月22日—)，辽宁省大连市人，中国足球前锋，效力于中国足球超级联赛长春亚泰足球俱乐部。

## 职业生涯
2014年中国超级联赛第二轮对战广州恒大，为哈尔滨毅腾打入第一粒中超进球。
2014年12月底，韩德明和队友邵帅一起加盟另一支中超球队长春亚泰。

## 荣誉
哈尔滨毅腾
- 中国足球乙级联赛冠军(1)：2011
- 中国足球甲级联赛亚军(1)：2013